# 飯塚真紀子
飯塚 真紀子（いいづか まきこ）は、日本のジャーナリスト。

## 略歴
- 大分県生まれ。早稲田大学教育学部英語英文学科を卒業後、雑誌編集を経て渡米。米国に在住しジャーナリスト活動を続ける[1][2]。

## 著作

### 単著
- 『ある日本人ゲイの告白』（草思社、1993年） ISBN 978-4794205285
- 『銃弾の向こう側―日本人留学生はなぜ殺されたか』（草思社、1995年） ISBN 978-4794206596
- 『そしてぼくは銃口を向けた』（草思社、2000年） ISBN 978-4794210104
- 『9・11の標的をつくった男 天才と差別―建築家ミノル・ヤマサキの生涯』（講談社、2010年） ISBN 978-4062134118

### 翻訳
- 『封印された「放射能」の恐怖 フクシマ事故で何人がガンになるのか』（講談社、2012年） ISBN 978-4062177917